# X-Men II: The Fall of the Mutants
X-Men 2: Fall of the Mutants è un videogioco per MS-DOS basato sul fumetto della Marvel Comics X-Men e basato in particolare sulla linea narrativa Fall of the Mutants.

## Trama
Gli X-Men sono alla ricerca dei loro alleati Tempesta e Forge, quando si imbattono nel gruppo Freedom Force, inviato per catturarli. Tuttavia entrambi i gruppi si ritrovano catturati all'interno di una bizzarra deformazione temporale causata da un potentissimo essere conosciuto come Avversario, che aveva già imprigionato Tempesta e Forge. Uatu appare all'inizio del videogioco e presenta la storia come una avventura degli X-Men in un universo parallelo, sulla falsariga della serie di fumetti della Marvel intitolata What If, ed in questo caso What if a different team of heroes fought the Adversary?.

## Modalità di gioco
Il videogioco utilizza un punto di vista dall'alto durante le fasi normali del gioco, in cui i personaggi si muovono nella mappa alla ricerca di nemici, di kit medici e di trappole. Quando gli X-Men incontrano un nemico, il videogioco adotta una visuale laterale per passare alla modalità combattimento. In ogni livello l'obiettivo è trovare un paio di membri del Freedom Force e sconfiggerli in battaglia, ma soltanto la sconfitta di un nemico permetterà al giocatore di passare al livello successivo. Dopo ce vengono completati abbastanza livelli, il giocatore ha la possibilità di combattere il boss finale, Avversario.

## Personaggi
Il giocatore ha la possibilità di scegliere un gruppo di cinque personaggi fra i vari disponibili:
- Ciclope
- Jean Grey
- Bestia
- Angelo
- Uomo Ghiaccio
- Shadowcat
- Nightcrawler
- Phoenix
- Dazzler
- Havok
- Wolverine
- Psylocke
- Colossus
- Rogue
- Longshot